# Uma Viagem à Índia
Uma Viagem à Índia é uma romance em forma de epopeia escrito pelo autor português Gonçalo M. Tavares. Publicado em 2010 pela Editorial Caminho, foi imediatamente louvado pela crítica como um dos livros do ano, chegando a ganhar diversos prémios, entre eles o Prémio da Sociedade Portuguesa de Autores para melhor ficção narrativa.
O livro vem acompanhado por um prefácio escrito pelo crítico literário português Eduardo Lourenço, que o descreve como uma "anti-epopeia". 

## A obra
A premissa formal de Uma Viagem à Índia passa, como a grande maioria dos livros do autor, por uma corrupção genológica, neste caso em particular do género da epopeia. Há uma canonização da obra como epopeia através do decalcamento estrutural da obra Os Lusíadas, de Luís Vaz de Camões, copiando-lhe a segmentação em cantos e estrofes, na mesma quantidade que o original. Para além disso, no que toca à etiquetação da obra que o próprio autor faz (ver página do autor), a nova etiqueta que é criada para acomodar o livro dentro do contexto geral da obra é nomeada de "Epopeia".  Contudo, há claramente um rompimento com a estrutura e a temática canónica do género da epopeia. 